# Хем (митологија)
Хем, Хемус или Хемос (стгрч. Αἷμος [] — Хаимос, трач. Haimos, лат. Haemus) је божанство у грчкој митологији. 
Он је син бога Бореја. Био је сујетан и охол и упоредио је себе и своју супругу, краљицу Родопу, са Зевсом и Хером. Због тога, је кажњен, тако да су њега и његову супругу богови претворили у планине Хемску и Родопску планину. Читаво Балканско полуострво се у бројним списима назива Хемско полуострво (грч. Χερσονησος του Αιμου).
По другој грчкој легенди Хемска планина се помиње као место борбе бога Зевса са Тифоном.